# Сутінки демонів
«Сутінки демонів» (англ. A Dusk of Demons) — молодіжний науково-фантастичний роман британського письменника Джона Крістофера, опублікований 1993 року. Події роману розгортаються в постапокаліптичному майбутньому на території Англії, де вважається, що на Землі панують демони. 

## Сюжет
Бен — 14-річний підліток, який живе простим життям на Старому острові, де панує Мастер. Бен живе безтурботним життям з матір'ю Раян та її двома доньками, Антонією та Педді, допоки Мастер не помирає і не залишає Бену значної спадщини. Незабаром будинок Мастра спалений дотла. Люди шепочуть між собою, що це була робота демонів, оскільки вони вважають, що демони незадоволені Мастера. Шериф бере Бена під варту, допоки справа не вирішується, відіслати сім'ю Педді. Вона попереджає Бена, що мешканці села планують завдати йому шкоди, і вони тікають за допомогою рибалки на ім’я Джо. Після подорожі на материк вони зустрічаються з матір'ю Раяна та Антонією на віллі Генерала. Незабаром прибуває Шериф, просить вибачення і сперечається з Генералом за право опіки над Беном.
Тим часом, стосунки Антонії з сином губернатора, Ральфом, призводять до її заслання. Антонію разом з сім'єю мають відправити до Ірландії, а Бен — залишитися й отримати його спадщину. Падді, однак, повертається за Беном, і вони знову втікають разом. Вони деякий час подорожують разом з гіпсез (циганами) і дізнаються шокуючу новину, що ці мандрівники не бояться демонів або волі «Темного». Вони розлучаються з циганами і продовжують намагатися наздогнати матір Раян, але потрапляють у полон до ворога, який жертвує злочинців демонам. Падді засуджена, але Бен рятує її, стріляючи в «гніздо» демонів. Вони переслідуються до тих пір, допоки не спалахне пожежа, від якої вони втрачають свідомість. Бен прокидається в літаку, де його рятівник каже йому, що демонів сфабрикувала таємна група, намагаючись утримати людей від насильства.
Майстер був членом цієї групи, але потрапив у заслання за те, що виступав проти терору, спричиненого удаваними демонами. Після його смерті спалахнула революція, яка допомогла людям вийти з хаосу та здобути освіту. Очікується, що Бен, як син Мастера, допоможе повсталим.

## Головні герої
- Бен — оповідач. Юнак, який безтурботно зростає під опікою матері Раян. Він дізнається, що є сином Мастера і стикається з багатьма проблемами, намагаючись отримати його спадщину. Він стикається з викликами від Падді Раяна, його подругою дитинства.

- Падді Раян — найкращий друг Бена. Донька матінки Раян та сестра Антонії. Вона подорожує з Беном скрізь і намагається йому допомогти.

- Матінка Раян — опікунка Бена та мати Падді. Матінка Раян приїхала на Старий острів з Мастром з Ірландії і погодилася піклуватися про його сина. Зрештою її відправляють назад до Ірландії.

- Антонія Раян — старша сестра Падді. Її описують як красиву і саркастичну. Одного разу вона закохується в сина генерала Пенджеллі, Ральфа. Вона супроводжує матір, коли її відправили назад до Ірландії.

- Шериф Вілсон — шериф Західних островів. Відомий як хороший шериф, але Бен не довіряє йому та його поблажливій усмішці. Намагається контролювати Бена.

- Генерал Панджеллі — генерал з материка, який приймає Бена та Раянів, допоки син не закохається в Антонію. Також намагається контролювати Бена.

Мастер — колишній Хранитель, лідер ради морських людей. Він був засланий до Ірландії, а після загибелі в пожежі дружини приїхав на Старий острів. Помирає та залишає все своє майно та свій титул Бену.
- Мардохей — гіпсі (циганка), яка приймає Падді та Бена, після втечі з Вілли. Втративши двох власних дітей, він захоплюється ними та вчить жити їх самостійно, поки вони залишаються з ним.

## Основні теми
Джон Крістофер відомий тим, що використовує жанр наукової фантастики для вивчення глибоких питань та змін у світі. Його книги також відображають теми індивідуальності та особистої волі. «Сутінки демонів» використовують футуристичне середовище для вивчення реакції людей на їх оточення та умови суспільства. Люди в книзі контролюються страхом перед демонами, який створила таємна група, щоб запобігти знищенню людей через їх насильницьку природу. Багато суспільств, підконтрольних демонам, стали насильницькими, як спосіб контролювати інших. Згодом наголошується, що, незважаючи на темні сторони людської природи, людям потрібно дозволити доступ до знань та надати вибір, як вони хочуть жити. Суспільство також може змінитися завдяки силі окремої людини.
Інші теми в книзі стосуються настання повноліття, важливості готовності діяти та помилковості людської природи.